# Alstroemeria leporina
Alstroemeria leporina är en alströmeriaväxtart som beskrevs av Ehrentraut Bayer och Hans Rudolph Jürke Grau. Alstroemeria leporina ingår i släktet alströmerior, och familjen alströmeriaväxter. Inga underarter finns listade i Catalogue of Life.